# 小石丸
小石丸（こいしまる）は、蚕の日本在来種の一つ。宮中の御養蚕所における皇后御親蚕に用いられる品種で、非常に細く上質の糸を産する。近似種に小石丸と海外種を掛け合わせて作られた「新小石丸」がある。

## 特徴
奈良時代より飼育が開始された品種。繭からとれる糸が、絹糸として著名なカイコ（家蚕）とは大きく異なる点がいくつかある。
- 糸が極細かつ太さが不均一だが、強さがあり引っ張っても切れにくい。けば立ちが少なく藍染めなどが艶やかに映え[1]、とても良質（カイコとはほぼ逆）。
- 1つの繭から取れる糸は普通のカイコの繭の半分以下、多くて400 - 500メートル前後。
- 産卵数が少ない、病気に弱いなど、繭をつくる時期が個体による異なるなどの理由で飼育が難しい。

明治時代までは日本における養蚕の主流であったものの、その後は飼育・生産効率が良い交雑種のカイコに切り替わった。現代において民間での飼育数は極めて少なく、宮崎県綾町など数カ所に留まる。このため、普通のカイコの繭よりも高値で取引される。

## 生産状況と皇后御親蚕
宮中では、近代以降、産業振興の意味も込めて、歴代皇后が養蚕を行っている（皇后御親蚕）。昭和天皇の后である香淳皇后は、昭和天皇が即位の礼を行った1928年（昭和3年）より養蚕を行っており、1947年（昭和22年）6月3日の記者会見で「古い日本種を保存したいと思って、小石丸も飼っています」と、当品種を紹介した。
明治から大正にかけて珍重された品種であったが、生産性が低いため衰退し、昭和末期には宮中に残るものも廃棄が避けられない状況だった。しかし、1989年（昭和64年/平成元年）に平成の践祚を迎え、新たに皇后美智子（当時、現：上皇后）が養蚕を引き継いだ際に、皇后の意向で小石丸の飼育がわずかながら継続された。
1994年（平成6年）に、小石丸が正倉院にて保存されていた絹織物（古代裂）の復元に必要であることが判明し、増産を経て、16年間、正倉院に対し小石丸の繭を提供した。復元は2010年（平成22年）に終了した。